# Ashlee Ankudinoff
Ashlee Ankudinoff (Sydney, 20 augustus 1990) is een Australische professionele wielrenster.

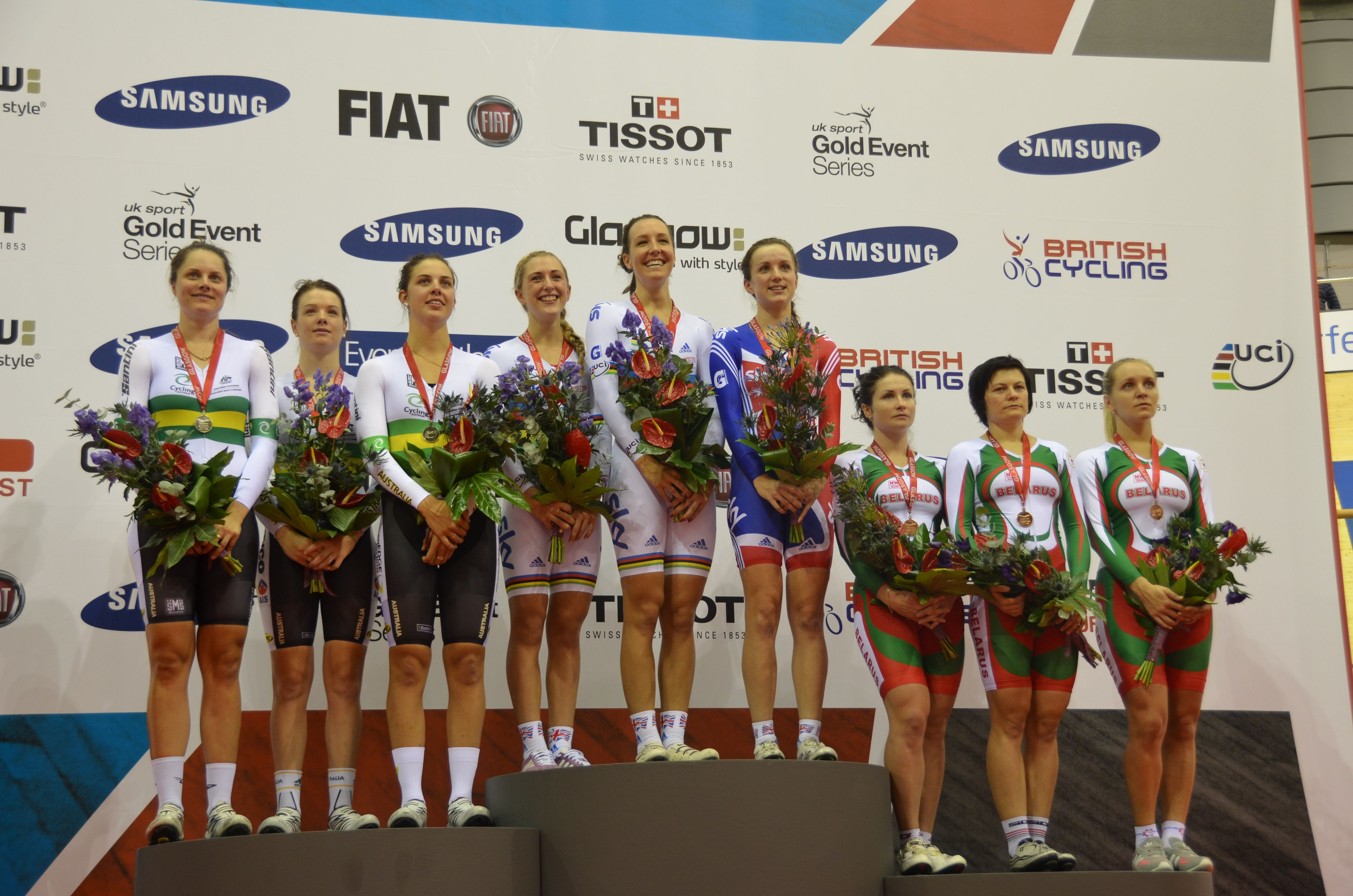
Podium ploegenachtervolging Worldcup 2012 in Glasgow, v.l.n.r.: Ashlee Ankudinoff, Amy Cure, Melissa Hoskins, Laura Trott, Dani King, Elinor Barker, Aksana Papko, Tatjana Scharakowa, Alena Dylko

## Biografie
Ankudinoff is geboren in Sydney, New South Wales. Ze ging op vijftienjarige leeftijd wedstrijden op de weg fietsen.
Ankudinoff won op de Wereldkampioenschappen baanwielrennen bij de junioren in 2008 de individuele achtervolging en, met haar team, de ploegenachtervolging. In de jaren daarna won ze veel grote prijzen.

## Hoogtepunten carrière

### Baanwielrennen
| Jaar | AK                                                       | WK                                                                               | Overige |
| ---- | -------------------------------------------------------- | -------------------------------------------------------------------------------- | --- |
| 2008 | achtervolging (junioren) ploegenachtervolging (junioren) | achtervolging (junioren) ploegenachtervolging                                    | ploegenachtervolging (UCI wereldcup) |
| 2009 | omnium                                                   | ploegenachtervolging                                                             | ploegenachtervolging UCI World Cup Melbourne |
| 2010 | achtervolging scratch omnium                             | ploegenachtervolging met Sarah Kent en Josephine Tomic                           | ploegenachtervolging UCI World Cup Beijing |
| 2011 |                                                          |                                                                                  | ploegenachtervolging, Beijing met Melissa Hoskins en Sarah Kent |
| 2012 | achtervolging ploegenachtervolging                       | achtervolging                                                                    | achtervolging Oceania Cycling Championships |
| 2013 | achtervolging                                            | ploegenachtervolging met Annette Edmondson en Melissa Hoskins omnium koppelkoers | |
| 2014 | omnium                                                   |                                                                                  | scratch Cambrian Nieuw-Zeeland koppelkoers Cambrian Nieuw-Zeeland Oceania Track Championships Australië ploegenachtervolging Londen met Isabella King, Amy Cure en Melissa Hoskins                    |
| 2015 | achtervolging koppelkoers                                | ploegenachtervolging met Annette Edmondson, Amy Cure en Melissa Hoskins          | ploegenachtervolging met Annette Edmondson, Georgia Baker en Amy Cure Cambridge Nieuw-Zeeland |
| 2016 | achtervolging kopelkoers scratch                         |                                                                                  | ploegenachtervolging Oceania Cycling Championships · achtervolging Oceania Cycling Championships |
| 2017 | omnium achtervolging koppelkoers                         | achtervolging ploegenachtervolging                                               | WB Cali ploegenachtervolging |
| 2018 | achtervolging puntenkoers                                |                                                                                  | ploegenachtervolging Oceania Cycling Championships · scratch Oceania Cycling Championships · puntenkoers Oceania Cycling Championships · WB Saint-Quentin-en-Yvelines ploegenachtervolging en scratch |
| 2019 | puntenkoers koppelkoers scratch                          | ploegenachtervolging achtervolging                                               | WB Brisbane |
| 2020 |                                                          |                                                                                  | |
| 2021 | koppelkoers                                              |                                                                                  | Olympische Spelen: 5e ploegenachtervolging |